# Vandijkophrynus gariepensis
Il rospo del Karoo (Vandijkophrynus gariepensis (Smith, 1848)) è un anfibio anuro della famiglia Bufonidae, diffuso nell'Africa australe

## Distribuzione e habitat
La specie è diffusa in Namibia, Sudafrica, Swaziland e Lesotho.